# Gray-Dort Motors

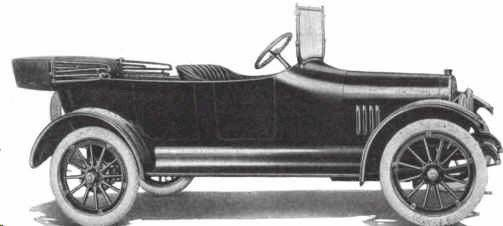
Gray-Dort von 1915

Gray-Dort Motors Ltd. war ein kanadischer Hersteller von Automobilen.

## Unternehmensgeschichte
Das Unternehmen aus Chatham gehörte zu William Gray Sons-Campbell, die als William Gray & Sons Co. Ltd. ab 1856 im Kutschen- und Schlittenbau tätig war. 1915 begann mit einer Lizenz von der Dort Motor Car Company die Produktion von Automobilen. Der Markenname lautete Gray-Dort. Etwa 1923 waren rund 800 Mitarbeiter beschäftigt. Die Produktionsaufgabe bei Dort 1924 führte zu großen Problemen und Bankschulden. Verhandlungen mit Hudson Motor Car Co., Nash Motors und Gray Motor Corporation ergaben keinen Abschluss. Eine Reorganisation folgte, bei der die bisherigen Leiter Robert Gray und sein Sohn William Murray Gray das Unternehmen verließen. Dennoch endete 1924 die Produktion, und vorhandene Fahrzeuge wurden noch bis 1925 verkauft.
Eine Quelle gibt an, dass Gray-Dort zeitweilig der umsatzstärkste Automobilhersteller Kanadas war. Laut einer anderen Quelle waren die Verkaufszahlen für eine Weile höher als beim Konkurrenten Chevrolet von General Motors of Canada, obwohl deren Fahrzeuge weitaus billiger waren. Insgesamt entstanden etwa 25.000 oder etwa 26.000 Fahrzeuge.

## Fahrzeuge
Die Modelle von 1915 waren US-Modelle mit anderem Markenzeichen und anderen Radkappen.
Die Modelle ab 1916 basierten auf den Modellen von Dort, waren aber teilweise besser ausgestattet. Einige Sportausführungen hatten kein US-Pendant. Der Special von 1918 wurde sogar in die USA exportiert. Der Special von 1922 soll das erste kanadische Auto mit einem automatischen Rückfahrscheinwerfer gewesen sein. Einige Coupés namens Harvard und Yale standen auch im Angebot.
Ein Vierzylindermotor von Lycoming trieb die meisten Fahrzeuge an. Bis 1918 hatte er 2727 cm³ Hubraum, danach 3146 cm³ Hubraum. Ab 1924 war außerdem ein Sechszylindermotor von der Falls Motor Corporation mit 3205 cm³ Hubraum dazu.